# William Pynchon

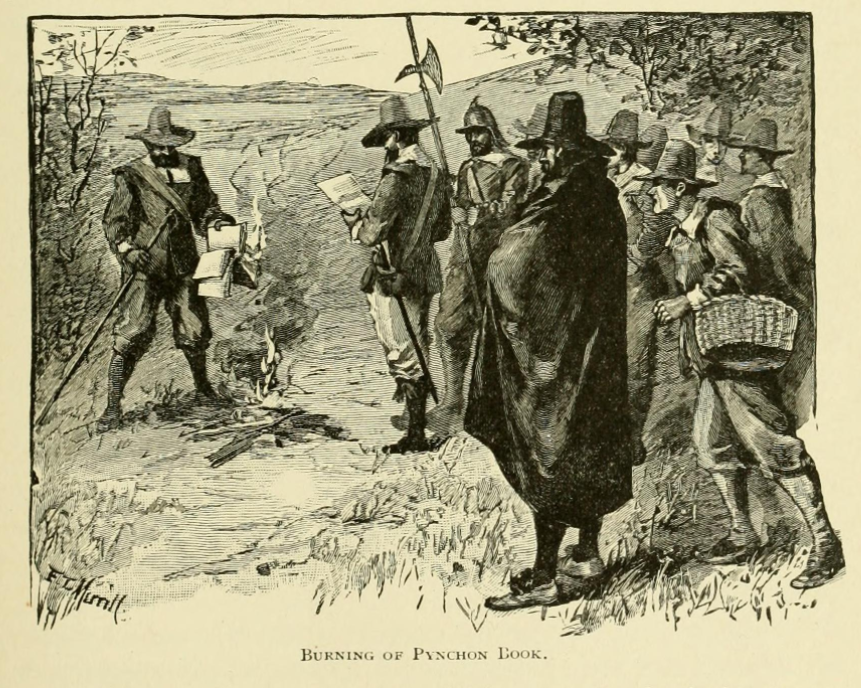
De eerste boekverbranding in de Nieuwe Wereld

William Pynchon (11 oktober 1590 - 29 oktober 1662) was een Engelse kolonist en bonthandelaar in Nieuw-Engeland. Hij werd bekend als stichter van de nederzetting Springfield, Massachusetts. Hij was de auteur van het eerste verboden boek in de Nieuwe Wereld.
In 1650 publiceerde hij het boek The Meritorious Price of Our Redemption, waarin hij beweerde dat Christus niet "onze zonden droeg door Gods toerekening", maar als een "indirect boetedoen". Deze opvatting werd door de orthodoxe protestantse kolonisten als godslasterlijk beschouwd. Het werd het eerste verboden boek van de Nieuwe Wereld, waarvan exemplaren plechtig werden verbrand.